# Florence van Duijvendijk
Florence van Duijvendijk (Heemstede, 1970) is een Nederlands eindredacteur en bestuurder.

## Levensloop

### Jeugd en studie
Van Duijvendijk groeide op in een muzikaal gezin. Als kind speelde ze viool en later altviool. Ze doorliep haar middelbare school aan het Coornhert Lyceum in Haarlem en studeerde aansluitend bedrijfseconomie aan de Rijksuniversiteit Groningen. Hierna volgde zij nog een Registercontroller en Postgraduate Controllersopleiding aan de Vrije Universiteit in Amsterdam.

### Loopbaan
Van Duijvendijk begon medio jaren negentig haar loopbaan bij de KPN. Eerst als controller en later als Senior Project Control Manager. Hierna ging zij werken als hoofd van Cultuur, Stadsmarketing en Economische Zaken bij de gemeente Delft. In 2008 trad zij in dienst bij de VARA. Ze werkte hier als zakelijk leider voor radio, televisie en internet. In 2018 werd zij eindredacteur van het tv-programma Kinderen voor Kinderen bij de BNNVARA.
Zij bleef dit doen tot 2022 waarna zij is gaan werken als hoofd van de afdeling Bibliotheek en Media van het Nederlands Instituut voor Beeld en Geluid. Ze is daarnaast bestuurslid van de Muziekschool Amsterdam.